# Carimaré
Le Carimaré, de la Compagnie générale transatlantique, est le premier navire météorologique stationnaire. Il avait été lancé en 1922 comme paquebot mixte.
Il est loué à l'Office national météorologique pour effectuer des sondages et des observations météorologiques à des endroits précis de l'Atlantique nord, à mi-chemin entre les Açores et les Bermudes, par environ 38°N et 44°W.
La première campagne de mesure a lieu à l'automne 1937. Il effectue trois autres campagnes jusqu'en 1939. Ses missions météorologiques sont interrompues le 3 septembre 1939 par la déclaration de guerre.
En deux ans, le Carimaré a effectué plus de 360 sondages en altitude et recueilli plus de 30 000 observations de navires en mer.
Après la guerre, les navires Laplace, Mermoz et Le Brix prendront la relève du Carimaré comme navires météorologiques stationnaires se relayant au point L par 39°N et 17°W.